# Lizzie (romanzo)
Lizzie (The Bird's Nest) è un romanzo del 1954 scritto dall'autrice americana Shirley Jackson. 

## Trama
Ogni capitolo del romanzo è narrato dal punto di vista di un diverso personaggio.
Il primo capitolo è incentrato sulla protagonista Elizabeth, una ragazza timida e remissiva che vive da sola con l'ambigua zia Morgen in seguito alla misteriosa morte di sua madre. Elizabeth lavora come dattilografa presso un museo e conduce una vita spenta e vuota; improvvisamente la ragazza inizia a soffrire di insonnia e forti dolori alla schiena, apparentemente inspiegabili; al contempo, cominciano ad esserle recapitate macabre lettere che la insultano e la minacciano di morte. Zia Morgen inizia ad accorgersi che la nipote esce di casa durante la notte, ma lei non serba il minimo ricordo di queste uscite; una sera, durante una cena a casa di amici, Elizabeth inizia a esprimersi con insulti e parole volgari. La zia, temendo che la ragazza possa essere affetta da esaurimento nervoso, la porta da Victor Wright, un abile psicoterapeuta.
Il secondo capitolo è narrato dal Dottor Wright. Il medico racconta di come abbia conosciuto Elizabeth e di come abbia capito immediatamente che la ragazza fosse affetta da disturbo dissociativo dell'identità; dopo essersi guadagnato la sua fiducia, il dottore ottiene di poterla ipnotizzare e così facendo riesce a far emergere due distinte personalità, ciascuna delle quali si identifica con un suo nome (variante del nome Elizabeth) e possiede un proprio carattere: la prima è Beth, una ragazza amorevole e tranquilla; la seconda è Betsy, aggressiva e infantile, che inizialmente Wright immagina essere un demone. Il dottore lavora su entrambe le personalità e riesce ad avere alcuni dettagli sulla morte della madre di Elizabeth, che sembra essere la radice di tutti i suoi problemi; parallelamente si stabilisce un ambiguo rapporto tra l'uomo e Betsy, la quale minaccia di prendere possesso completo del corpo di Elizabeth. Wright, pensando erroneamente di averla ormai dominata, pur di ottenere le risposte che desidera le permette di farlo, poi fa emergere Beth perché vinca definitivamente la sua rivale. Inizialmente pensa di esserci riuscito, ma poi si accorge di aver sempre parlato con Betsy, che grazie a questo espediente ha preso il controllo del corpo di Elizabeth e soggioga le altre personalità. Capendo il suo errore, il dottore, spaventato, si dimette dal suo incarico; mentre sta scrivendo la lettera di dimissioni, riceve una chiamata da Morgen che lo informa che Elizabeth è scappata di casa.
Il terzo capitolo è incentrato su Betsy, che fugge a New York per cercare sua madre, che pensa essere ancora viva. Durante il viaggio in pullman, Betsy ha dei flashback del rapporto tra sua madre e il suo fidanzato di allora, Robin, il quale la odiava e chiedeva in continuazione alla donna di lasciarla con Morgen. Betsy non ricorda se la madre avesse acconsentito o l'avesse difesa, cerca di convincersi di quest'ultima opzione, anche se alcuni suoi deliri sembrano alludere a una violenza sessuale subita da Elizabeth.
Betsy gira tutta la città alla ricerca di sua madre, incontrando di volta in volta ambigui personaggi che lei ritiene possano essere nemici o addirittura zia Morgen o il Dottor Wright sotto travestimento; a un certo punto le restanti due personalità riescono a emergere e a metterla al tappeto: la ragazza si sveglierà nel letto di un ospedale dopo alcuni giorni di incoscienza. Quando il dottor Wright la va a riprendere, scopre che il suo corpo è abitato da una quarta personalità di nome Bess.
Il quarto capitolo è di nuovo narrato da Wright. Il dottore inizia a lavorare su Bess, che si rivela ancora più oscura e e subdola delle altre personalità: si rifiuta di cooperare, e parla soltanto del denaro lasciatole in eredità da sua madre e di quanto odi sua zia Morgen. Bess è in aperto e permanente conflitto con l'altra personalità dominante, Betsy. Entrambe si contendono il controllo anche a costo di distruggersi fisicamente. A un certo punto Bess sembra avere la meglio, mentre le altre personalità riescono a manifestarsi solo attraverso il controllo della scrittura della ragazza. Wright decide di convocare Morgen in modo da affrontare una volta per tutte i problemi di Elizabeth, ma sia Bess che Betsy tentano di non farli incontrare. Alla fine Morgen e Wright si incontrano a casa della donna; il loro dialogo parte in maniera tranquilla, ma ben presto Morgen si sente attaccata e inizia a urlare contro il dottore. Mentre questi si prepara ad andarsene, irrompe Bess dicendo di non volere vedere mai più nessuno dei due. Oltraggiato e offeso, Wright fugge dalla casa, giurando di non voler mai più lavorare con Elizabeth.
Il quinto capitolo riguarda Morgen. Il giorno dopo lo scontro con Wright, la donna si sveglia coi postumi di una sbronza e si ritrova ad avere a che fare con tutte le personalità di Elizabeth che si manifestano una dopo l'altra: dapprima trova il frigorifero pieno di fango, che poi verrà pulito da Beth; in seguito Betsy la insulterà fino a farla esplodere di rabbia e dichiarare di volerla morta. Tutto questo causa un continuo alternarsi di sensi di colpa e litigi, fino a che, stremata, Morgen non decide di chiamare il dottor Wright per chiedergli di affrontare il problema una volta per tutte. 
All'arrivo del dottore, Bess inizia a lottare con Morgen per impedirle di parlargli; la zia tuttavia grazie al tempestivo intervento di Betsy, riesce a batterla e racconta al dottore alcuni dettagli sulla morte della madre di Elizabeth: era stata Bess, la personalità malvagia della ragazza, ad aggredirla fisicamente dopo che si era sentita trascurata in favore del fidanzato Robin, e forse concorrere alla sua morte.
Questa rivelazione causa uno choc enorme in Betsy, che dichiara di voler sparire e che nessuno la vedrà mai più. Tutte le personalità abbandonano il suo corpo.
L'ultimo capitolo è narrato in terza persona e non segue uno specifico personaggio. Viene rivelato che Elizabeth ha in effetti "assorbito" tutte le sue personalità che si sono mescolate in una sola persona, alla quale Morgen e Wright hanno dato un nuovo nome: Victoria Morgen. Il dottore e la zia, i quali viene lasciato intendere si siano innamorati, tornano con la ragazza a casa degli amici che avevano visitato all'inizio della storia per verificare se i cambiamenti siano stati effettivi; Victoria supera la prova e, uscita in giardino, guarda al cielo e si sente finalmente felice di essere chi è.

## Storia del romanzo
Shirley Jackson iniziò a scrivere Lizzie (che in originale ha per titolo The Bird's Nest, riprendendo una popolare canzoncina che le tre personalità di Lizzie cantano spesso) nel 1952, in un momento in cui soffriva di insonnia, paranoia e dolori di testa e di schiena, tutti sintomi manifestati anche dalla protagonista del libro. Nello stesso periodo fece molto scalpore il caso di Christine Costner Sizemore, una donna sofferente di personalità multiple, alla quale si ispirarono tra gli altri Corbett Thigpen e Hervey Cleckley per il loro libro The Three Faces of Eve.
I dolori costrinsero la Jackson a interrompere la scrittura nell'estate del 1953; quando, mesi dopo, riprese a scriverlo, i dolori ritornarono e la accompagnarono fino alla fine dei lavori .
Alla sua uscita, il romanzo non riscosse particolare successo: le personalità di Lizzie vennero ritenute poco credibili e l'intera storia non coerente e difficilmente leggibile. Nel 2014, quando la Penguin Books ripubblicò il romanzo, esso è stato riscoperto dal grande pubblico e ha ottenuto critiche molto più positive.
In Italia è stato pubblicato nel 2014 da Adelphi.

## Adattamenti cinematografici
Nel 1957 The Bird's Nest fu adattato in un film dal titolo Lizzie, rinominato in Italia La donna delle tenebre. Il lungometraggio, diretto da Hugo Haas, vede Eleanor Parker recitare nei ruoli delle varie personalità di Elizabeth.
Il film presenta molte somiglianze con La donna dai tre volti, che però si ispira al romanzo di Thigpen e Cleckley.